# شیاهرول تریسنا
شیاهرول تریسنا (انگلیسی: Syahrul Trisna؛ زادهٔ ۲۶ نوامبر ۱۹۹۵) بازیکن فوتبال است.
وی همچنین در تیم ملی فوتبال اندونزی بازی کرده‌است.